# Fontaine-lès-Dijon
 Fontaine-lès-Dijon  es una población y comuna francesa, en la región de Borgoña, departamento de Côte-d'Or, en el distrito de Dijon y cantón de Fontaine-lès-Dijon.

## Demografía
| 2687 | 3698 | 5010 | 7066 | 7856 | 8878 |
| Para los censos de 1962 a 1999 la población legal corresponde a la población sin duplicidades (Fuente: INSEE [Consultar]) |      |      |      |      |      |